# Гунканмаки
Гунканмаки (яп. 軍艦巻き) — блюдо японской кухни, разновидность роллов (а в более широком смысле — суши), обёрнутый листом нори (водоросли) комок риса, пропитанного уксусом, и увенчанный начинкой из морепродуктов, как правило, красной икрой. Название своё гунканмаки (軍艦 — боевой корабль) получили, поскольку роллы напоминали боевые корабли, в частности на являвшийся в начале XX века предметом национальной гордости броненосец «Микаса». 

## Приготовление
В качестве начинки используются продукты, которые нежелательно раздавливать, такие как икра, морские ежи, саланксы. Поэтому способ приготовления гунканмаки принципиально отличается от приготовления роллов. В последнем случае начинка выкладывается на широкий лист нори, заворачивается при помощи коврика макису, а затем получившийся рулет разрезается на отдельные роллы. В случае гунканмаки же берётся небольшой комок риса весом от 15 до 25 граммов и оборачивается полосой листа нори. Специально для этого готовые листы нори продаются с линиями перфорации, чтобы можно было без труда нарезать полоски для подобных суши-роллов. В получившейся «лодочке» ещё остаётся место, куда и выкладывается начинка, это может быть: рыбья икра (чёрная, красная, тобико), морские ежи, саланкс (рыба-лапша), нэгиторо (тунцовый паштет). В последнее время, впрочем, в качестве топпинга может использоваться что угодно: овощи в майонезе, паштеты, фаршированное мясо и т.п.

## История
Считается, что блюдо было изобретено шеф-поваром ресторана «Гиндза-Кюбээ» на одной из центральных улиц Токио — Гиндза. Согласно легенде в 1941 году в ресторан пришёл гость, который привёз с собой морских ежей с Хоккайдо, и попросил повара сделать из них суши. Чтобы не испортить внешний вид продукта при обычном способе приготовления суши, повар сообразил обернуть полоску нори вокруг риса. По другой версии клиент попросил сделать ему суши из икры, что так же потребовало от повара новых методов приготовления, дабы не смять икру.
Новоявленные «боевые корабли», впрочем, вызвали на себя и шквал критики. Например, в одной из радиопередач на станции NHK гунканмаки назвали «аляповатыми», поскольку они не держали форму, быстро расползались, полоса нори то и дело отклеивалась и болталась. Тем не менее со временем гунканмаки завоевали популярность во многом благодаря тому, что в качестве начинки стали использовать самые разные морепродукты, мясо и овощи, а также придавать им эстетически красивый внешний вид. Потому самые разные разновидности гунканмаки — весьма частые гости на лентах кайтэн-дзуси.